# Richard Lerner
Richard Alan Lerner (Chicago, 26 de agosto de 1938 - San Diego, 2 de dezembro de 2021) foi um bioquímico estadunidense.

## Pesquisa
Além de sua pesquisa sobre anticorpos catalíticos, fornecendo um método de catalisar reações químicas consideradas impossíveis usando técnicas clássicas, Lerner liderou extensos estudos sobre a estrutura da proteína,  caracterizou a cis-9,10-octadecenoamida, um novo hormônio lipídico que induz o sono, e forneceu a primeira evidência do papel do ozônio em doenças humanas. Em 1967, Lerner descobriu o papel dos anticorpos anti-GBM na patogênese da doença de Goodpasture. Em 2007, o currículo de Lerner listava 67 patentes e 403 trabalhos científicos publicados.